# Павлов Анатолій Іванович
Павлов Анатолій Іванович (9 лютого 1930 — 27 листопада 2000) — радянський військовий моряк-підводник і воєначальник, Герой Радянського Союзу (24.07.1979). Віце-адмірал (7.05.1980).

## Біографія
Народився 9 лютого 1930 року у Києві. Закінчив Ленінградське військово-морське підготовче училище в 1948 році.
У ВМФ СРСР із червня 1948 року. Закінчив 1-е Балтійське вище військово-морське училище у 1952 році. З жовтня 1952 року проходив службу на надводних кораблях Балтійського флоту помічником командира на катерах «великий мисливець» «БО-143», з березня 1954 — помічником командира на «БО-139», з жовтня 1954 — командиром «БО-139».
В 1955 закінчив Вищі спеціальні офіцерські класи ВМФ і з грудня цього року продовжив службу на дизельних підводних човнах Північного флоту: помічник командира підводного човна «Б-72», з червня 1956 — старший помічник командира підводного човна «Б-64». Член КПРС із 1958 року. У квітні 1959 переведений для продовження служби на атомні підводні човни Північного флоту: старший помічник командира 181-го екіпажу крейсерської АПЛ, з серпня 1959 — на тій же посаді на АПЛ «К-21», а з жовтня 1962 по серпень 195 командир цього корабля. Потім вибув для навчання в академії.
1968 року закінчив Військово-морську академію. З червня 1968 року — командир АПЛ «К-418». У лютому 1971 призначений заступником командира, а в грудні 1973 — командиром 18-ї дивізії 3-ї флотилії підводних човнів Північного флоту; 25 квітня 1975 року йому було надано звання контр-адмірала.
Торішнього серпня 1975 року призначений посаду командира 13-ї дивізії 3-ї флотилії підводних човнів. Під його командуванням у березні-квітні 1979 року було здійснено підводний перехід радянських атомних підводних човнів (через протоку Дрейка) — РПКСН проекту 667БДР «К-455» та «К-490». Похід тривав 78 діб, кораблі пройшли у підводному положенні 21 000 миль.
Указом Президії Верховної Ради СРСР від 24 липня 1979 року за успішне виконання завдань командування та виявлені при цьому мужність та героїзм Анатолію Івановичу Павлову присвоєно звання Героя Радянського Союзу з врученням ордена Леніна та медалі «Золота Зірка».
З серпня 1979 — на посаді командувача 2-ї флотилії атомних підводних човнів Тихоокеанського флоту; 7 травня 1980 року йому було надано звання віце-адмірала. З грудня 1983 — начальник кафедри Вищих спеціальних офіцерських класів ВМФ. У серпні 1987 року призначений на посаду заступника Військово-морської академії імені О. А. Гречка — начальника командного факультету академії. У вересні 1990 року звільнений у запас.
З цього року став кандидатом військових наук.
Помер 27 листопада 2000 року у Санкт-Петербурзі. Похований на Серафимівському цвинтарі.